# Wilfried Nelissen

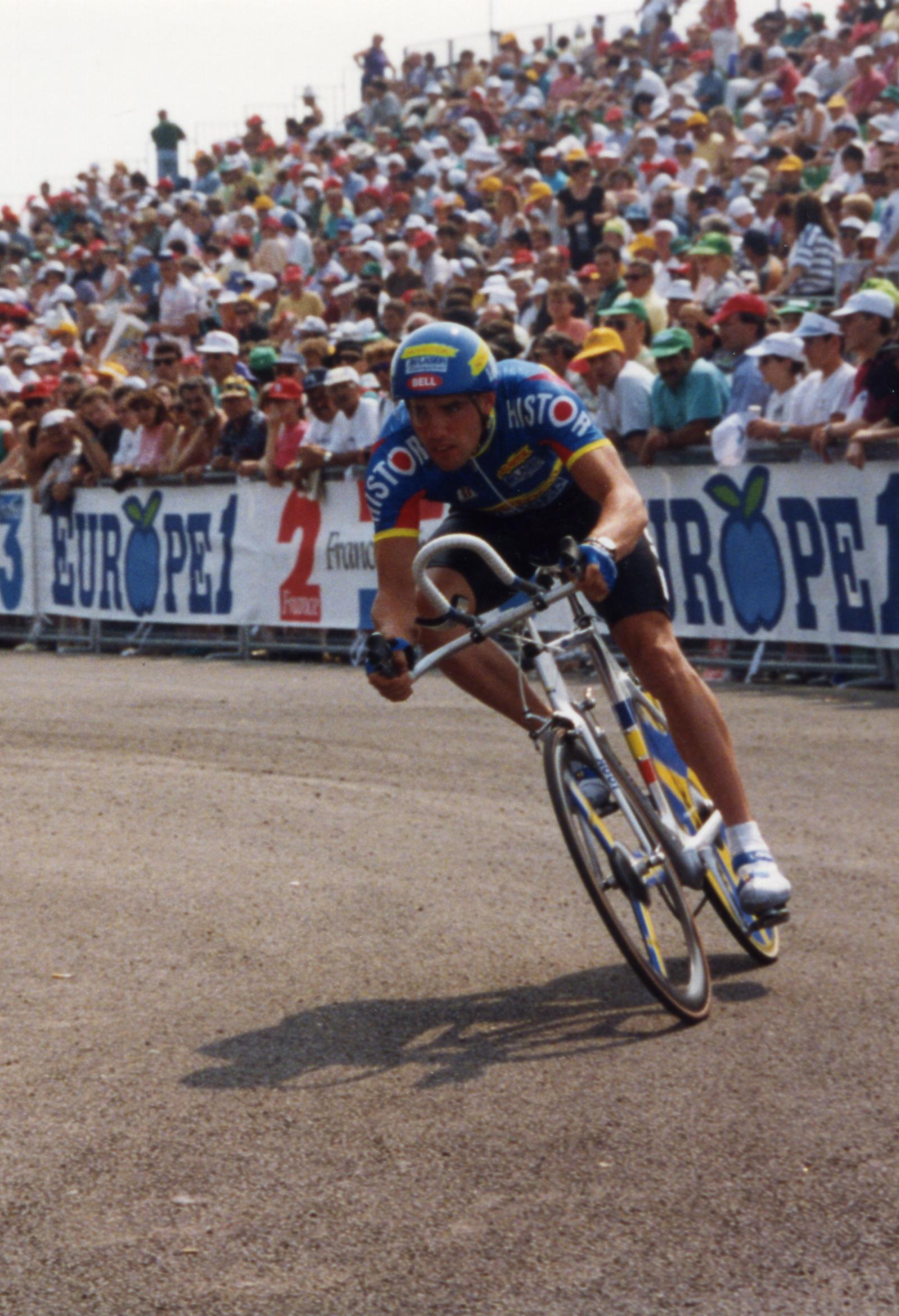
Wilfried Nelissen al Tour de França de 1993.

Wilfried Nelissen (Tongeren, 5 de maig de 1970) va ser un ciclista belga que fou professional entre 1991 i 1998, durant els quals aconseguí una setantena de victòries.
Nelissen era un especialista en els esprints, sent els seus majors èxist esportius una etapa del Tour de França de 1993 i dos campionats nacionals en ruta.
Durant la disputa de la Gant-Wevelgem 1996 patí una greu caiguda que li provocà una doble fractura a la cama dreta. El juliol de 1997 tornà a la competició, però en no poder recuperar el nivell previ a la lesió acabà retirant-se del ciclisme professional el 1998, amb 28 anys.

## Palmarès
- 1990
  - Vencedor d'una etapa a la Volta a Limburg amateur
- 1991
  - 1r al Tour de l'Oise i vencedor d'una etapa
  - 1r a la Fletxa Hesbignonne
- 1992
  - 1r a la París-Bourges i vencedor d'una etapa
  - 1r al Grote Scheldeprijs
  - 1r al Circuit Mandel-Lys-Escaut
  - Vencedor de 2 etapes de la Volta a Suïssa
  - Vencedor de 2 etapes del Critèrium del Dauphiné Libéré
  - Vencedor d'una etapa de la Volta als Països Baixos
  - Vencedor d'una etapa de la Volta a Andalusia
  - Vencedor d'una etapa de la Volta a Irlanda
- 1993
  - 1r a l'Omloop Het Volk
  - 1r a Le Samyn
  - Vencedor de 3 etapes de la Volta als Països Baixos
  - Vencedor d'una etapa del Tour de França
  - Vencedor d'una etapa de la Volta a Andalusia
- 1994
  -  Campió de Bèlgica en ruta
  - 1r a l'Omloop Het Volk
  - 1r al Gran Premi d'Isbergues
  - 1r al Circuit Mandel-Lys-Escaut
  - 1r a la Binche-Tournai-Binche
  - 1r a la Fletxa de Liederkerke
  - Vencedor de 2 etapes dels Quatre dies de Dunkerque
  - Vencedor de 2 etapes de l'Étoile de Bessèges
  - Vencedor d'una etapa de la Volta a Astúries
  - Vencedor d'una etapa del Tour del Mediterrani
- 1995
  -  Campió de Bèlgica en ruta
  - 1r a l'Omloop van de Vlaamse Scheldeboorden
  - 1r a la Gullegem Koerse
  - Vencedor de 3 etapes de l'Étoile de Bessèges
  - Vencedor de 3 etapes de la Ruta del Sud
  - Vencedor de 2 etapes de la París-Niça
  - Vencedor de 2 etapes del Tour de l'Oise
  - Vencedor d'una etapa de la Volta a Andalusia
  - Vencedor d'una etapa del Midi Libre
  - Vencedor d'una etapa dels Quatre dies de Dunkerque
  - Vencedor d'una etapa de la Volta als Països Baixos
- 1996
  - 1r a la Clàssica d'Almeria
  - Vencedor de 3 etapes de l'Étoile de Bessèges
  - Vencedor de 2 etapes de la Volta a Andalusia
  - Vencedor d'una etapa de la París-Niça

### Resultats al Tour de França
- 1992. Abandona (10a etapa)
- 1993. Abandona (11a etapa). Vencedor d'una etapa.  Porta el mallot groc durant 5 etapes
- 1994. No surt (2a etapa)
- 1995. Abandona (5a etapa)